# Eckart Krumbholz

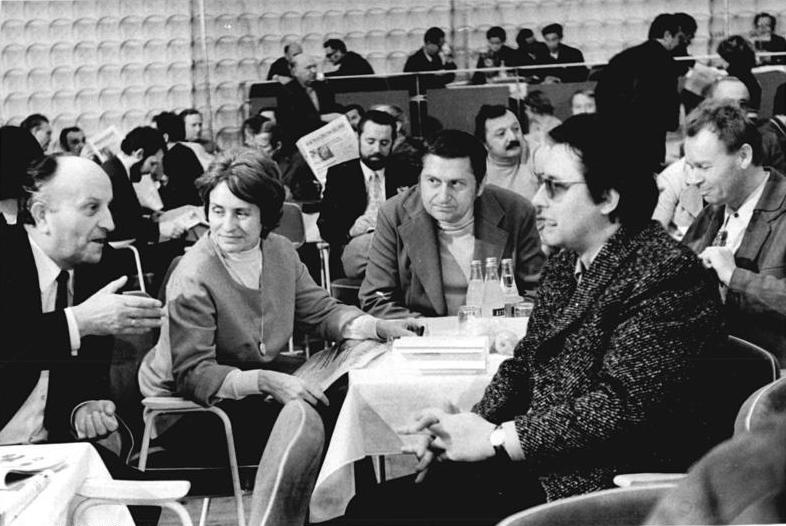
Eckart Krumbholz (vorn rechts) am 16. November 1973 in Ostberlin im Gespräch mit Paul Herbert Freyer (links)

Eckart Krumbholz (* 8. Januar 1937 in Weimar; † 29. März 1994 in Berlin) war ein deutscher Schriftsteller und Herausgeber.
Krumbholz, Sohn eines Beamten, wuchs in Weimar auf. Er ging als Dekorationsmaler in die Lehre und unternahm gleichzeitig erste literarische Versuche, bei denen er vom in Weimar lebenden Schriftsteller Louis Fürnberg gefördert wurde. Von 1956 bis 1959 studierte er am Institut für Literatur „Johannes R. Becher“ in Leipzig. Danach zog er nach Ost-Berlin und arbeitete dort von 1959 bis 1962 als Redakteur der Zeitschrift Junge Kunst, anschließend bis 1962 bei der Frauenzeitschrift Für Dich und ab 1969 bei der Sibylle.
Im Jahr 1988 erhielt Krumbholz den Lion-Feuchtwanger-Preis der Akademie der Künste. Neben seiner Redakteurstätigkeit veröffentlichte er Anekdotenbände und schrieb Radio-Features für den Rundfunk der DDR, nach der Wende arbeitete er u. a. für die Frankfurter Allgemeine Zeitung.

## Werke
- Fingerzeige. Mitteldeutscher Verlag, Halle 1967
- Neue Fingerzeige. Mitteldeutscher Verlag, Halle 1969
- Tassen im Schrank. Mitteldeutscher Verlag, Halle 1973
- Selbstloser Freund. Mitteldeutscher Verlag, Halle 1973
- Eine Blume in meiner Hand. Schriftstücke zur Person. Mitteldeutscher Verlag, Halle 1975
- Der Ast, auf dem du sitzt. Anekdoten. Mitteldeutscher Verlag, Halle 1976
- Nächtliche Ruhestörung. Über den Irr- und Aberwitz, Anekdotenschreiber zu sein. Buchverlag Der Morgen, Berlin 1976
- Kein Blatt vorm Mund. Aphorismen und Epigramme. Verlag Tribüne, Berlin 1982

- Beim Weltmann in der Provinz: Geschichten des Immanuel. Aus seinen Merkheften. Mitteldeutscher Verlag, Halle 1984 (illustriert von Horst Hussel)

Herausgeber
- Fortsetzung folgt … Verlag Junge Welt, Berlin 1970
- Kein Blatt vorm Mund. Aphorismen und Epigramme. Tribüne Verlag, Berlin 1982 (mit Umschlag- und Textillustrationen von Manfred Bofinger und einem Nachwort des Hrsg.)
- Martin Luther: Euch stoßen, daß es krachen soll. Sprüche, Aussprüche, Anekdoten. Buchverlag Der Morgen, Berlin 1983
- Heidi Manthey: Fayencen. Insel-Verlag, Leipzig 1983

Radio-Features
- 1972: Nachhilfestunden bei Louis Fürnberg. Regie: Fritz-Ernst Fechner[4]
- 1973: Lesen in einem Fragment. Regie: Renate Thormelen (über Marx und Engels im Paris des Jahres 1844)[5]